# 面部表情

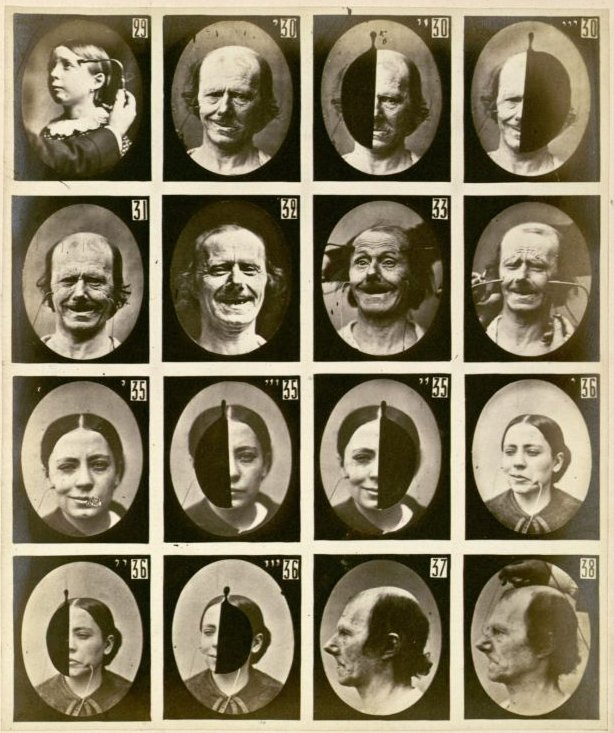

面部表情是面部肌肉的一个或多个动作或状态的结果。这些运动表达了个体对观察者的情绪状态。面部表情是非语言交际的一种形式。它是表达人类之间的社会信息的主要手段，不过也发生在大多数其他哺乳动物和其他一些动物物种中。
人类的面部表情至少有21种，除了常见的高兴、吃惊、悲伤、愤怒、厌恶和恐惧6种，还有惊喜（高兴＋吃惊）、悲愤（悲伤＋愤怒）等15种可被区分的复合表情。

## 意義
表情是人類及其他動物從身體外觀投射出的情緒指標，多數指面部肌肉及五官形成的狀態，如笑容、怒目等。也包括身體整體表達出的身體語言。
根據1972年保羅·艾克曼（Paul Ekman）與弗里森（Friesen）的研究，在不同民族、不同文化背景的人類群體中，表情具有很高的一致性。
一些表情可以准确解释，甚至在不同物种成员之间- 愤怒和极端满足（contentment）是主要的例子。然而其他表情则难以解释，甚至在熟悉的个体之间。例如，厌恶和恐惧可能会难以分开。
由于面部只有有限的活动范围，表情依靠面部特征的相当微不足道的比例差异和相对的位置，读懂它们同样需要相当的敏感性。有些面部经常被错误地阅读为表达另一种情绪，即使它们是中立的，因为它们的比例天生地类似于那种情绪的面孔。

## 表情的自主度
人类的面部表情可以是自愿行为（voluntary action）。不过，由于表情与情绪密切关联，它们也经常是不自愿的。要避免某些情绪的表情几乎是不可能的，即使在强烈希望如此时也是这样。一个人试图避免侮辱某人，需要加以高度注意，否则在能够采取中立表情之前，仍可能出现短暂的厌恶表情。情绪与表情之间的密切联系也体现在另一个方向：观察表明，自愿采取某种表情，事实上可以导致相关的情绪。

## 表情與進化
达尔文的著作《人类和动物的表情》指出，现代人类的表情是人类進化的遗迹。

## 種類
- 愤怒
- 专心
- 迷乱（Confusion）
- 蔑视（Contempt）
- 期待（Desire）
- 厌恶（Disgust）
- 兴奋（Exciting）
- 恐惧
- 快乐
- 悲痛（Sadness）
- 惊讶
- 怒视（Glare）
- 咆哮（Snarl），主要涉及提上唇鼻翼肌（levator labii superioris alaeque nasi muscle）
- 失败

## 面部表情肌
- 耳前肌（Auricularis anterior muscle）
- 颊肌（Buccinator muscle）
- 降眉肌
- 降口角肌（Depressor anguli oris muscle）
- 降下唇肌（Depressor labii inferioris muscle）
- 降鼻中隔肌（Depressor septi nasi muscle）
- 额肌
- 提口角肌（Levator anguli oris muscle）
- 提上唇肌（Levator labii superioris muscle）
- 颏肌（Mentalis muscle）
- 鼻肌
- 眼轮匝肌 （Orbicularis oculi muscle）
- 口轮匝肌
- 颈阔肌 （Platysma muscle）
- 降眉间肌 （Procerus muscle）
- 笑肌
- 颧大肌（Zygomaticus major muscle）
- 颧小肌（Zygomaticus minor muscle）